# Le Noirmont (berg)
Le Noirmont är en bergstopp i Schweiz. Den ligger i distriktet Nyon och kantonen Vaud, i den västra delen av landet, 110 km sydväst om huvudstaden Bern. Toppen på Le Noirmont är 1 567 meter över havet. Le Noirmont ingår i Jurabergen.